# Bartholomäuskirche (Rödinghausen)

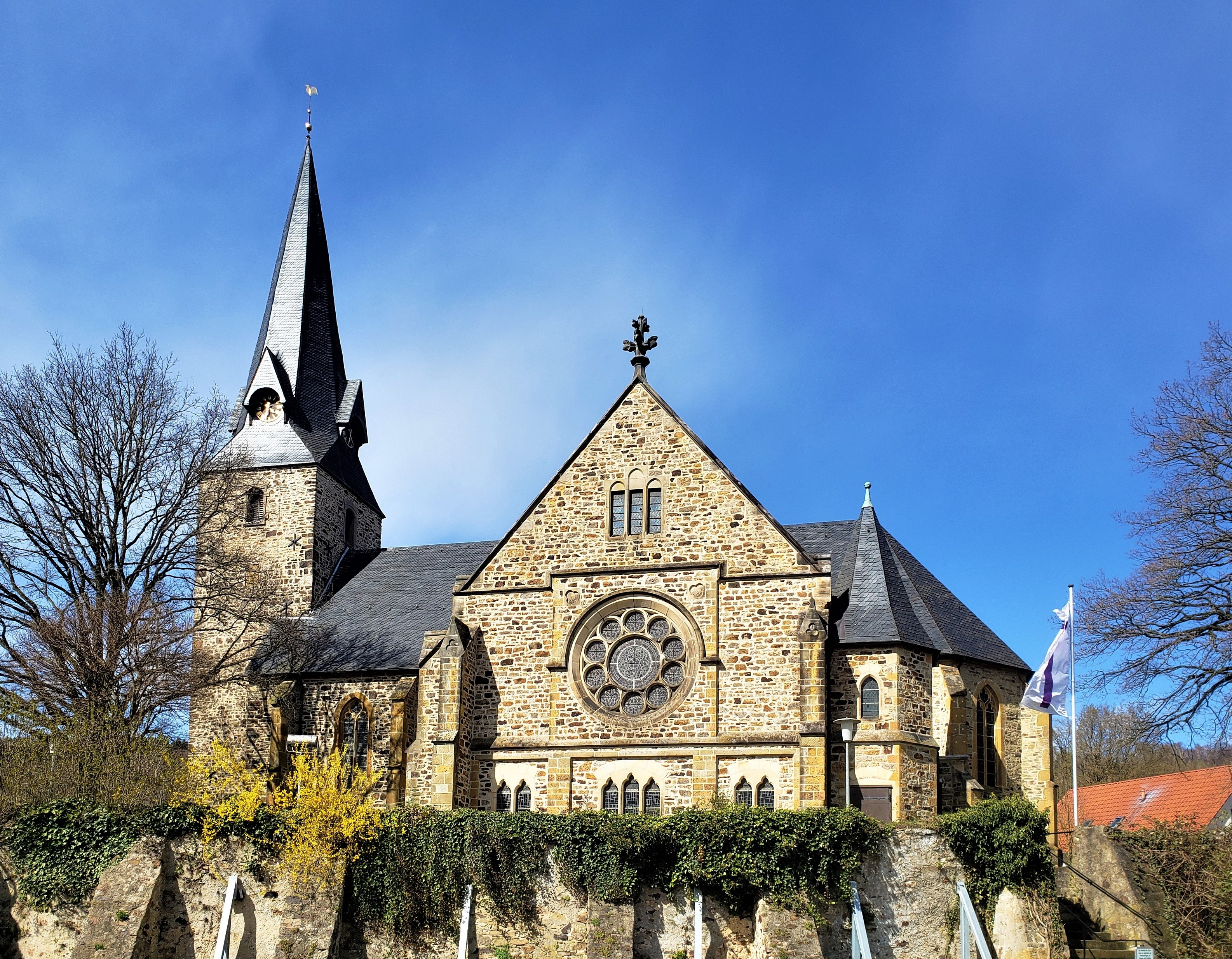
Bartholomäuskirche

Die evangelisch-lutherische Bartholomäuskirche ist das größte Kirchengebäude der Gemeinde Rödinghausen (Nordrhein-Westfalen).

## Geschichte
Die heute evangelisch-lutherische Kirche wurde erstmals 1233 erwähnt. Die Ursprünge der Pfarrkirche reichen vermutlich bis ins 9. Jahrhundert zurück. Vermutlich errichteten die Franken an Stelle einer germanischen Kultstätte eine erste Holzkirche (siehe Geschichte Rödinghausens).
Die ältesten Teile des ursprünglich romanischen Baus stammen aus dem späten 12. und dem 13. Jahrhundert. Im 16. Jahrhundert wurde die Kirche im Stil der Gotik umgebaut. Die Querhausarme wurden am Ende des 19. Jahrhunderts angefügt.
Das Patronatsrecht hatte lange Zeit die Familie von dem Bussche von Gut Waghorst, deren Familienmitglieder teilweise in der Kirche begraben sind.

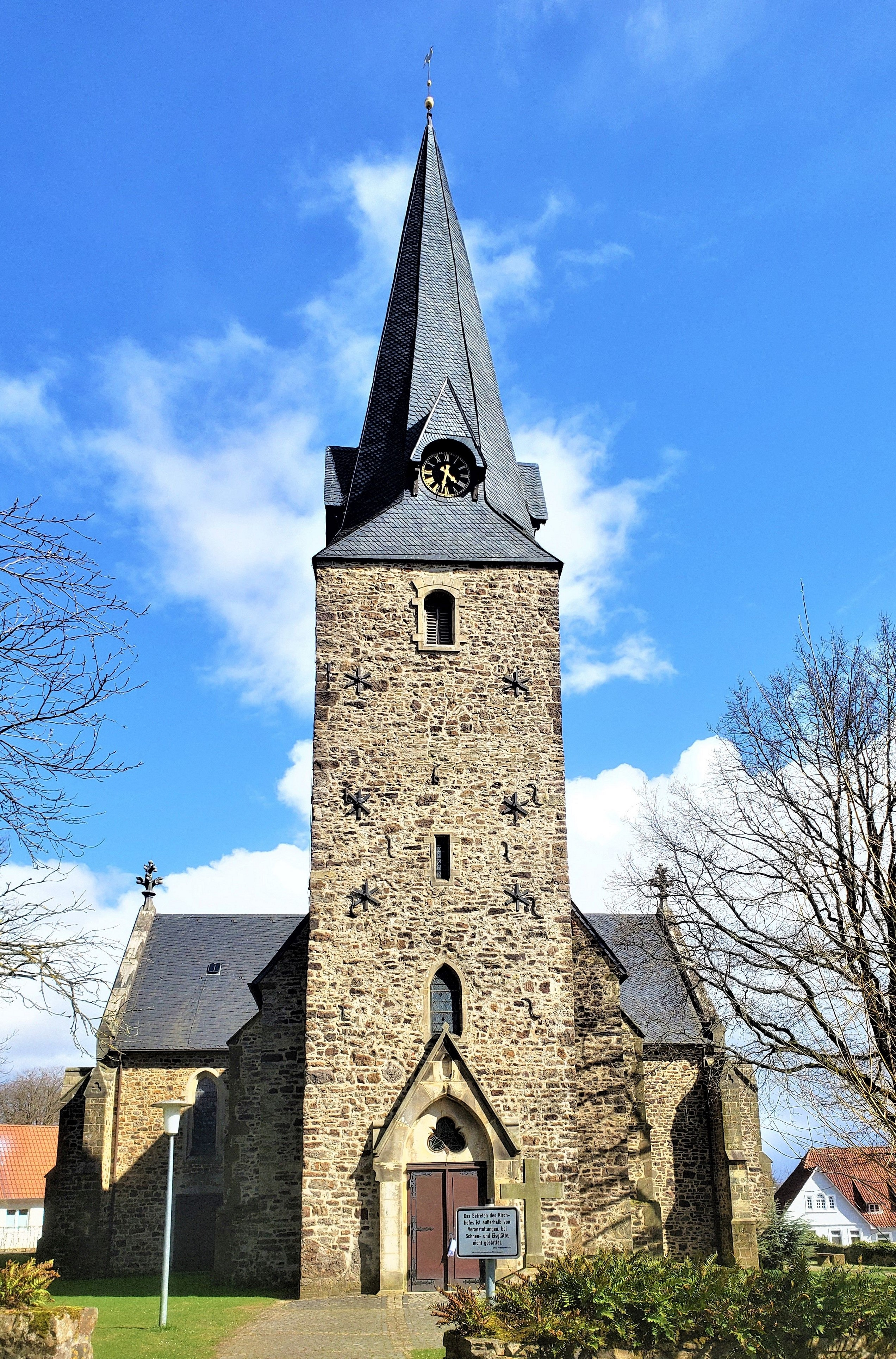
Blick zum Kirchturm von Westen
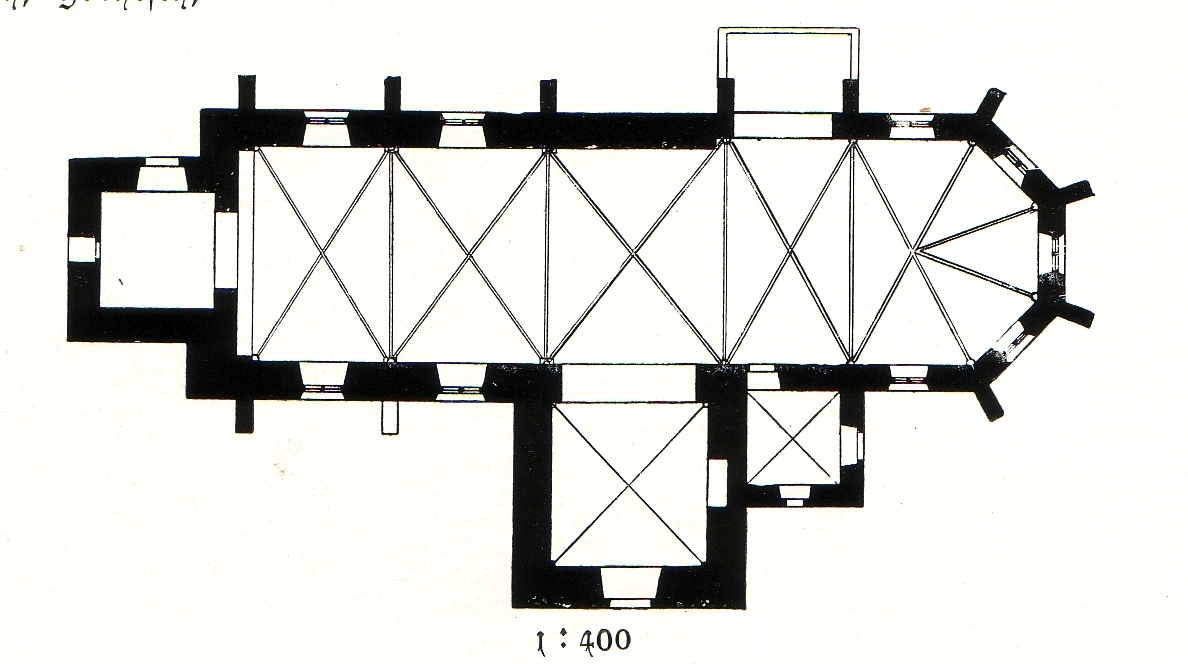
Grundriss vor dem Umbau
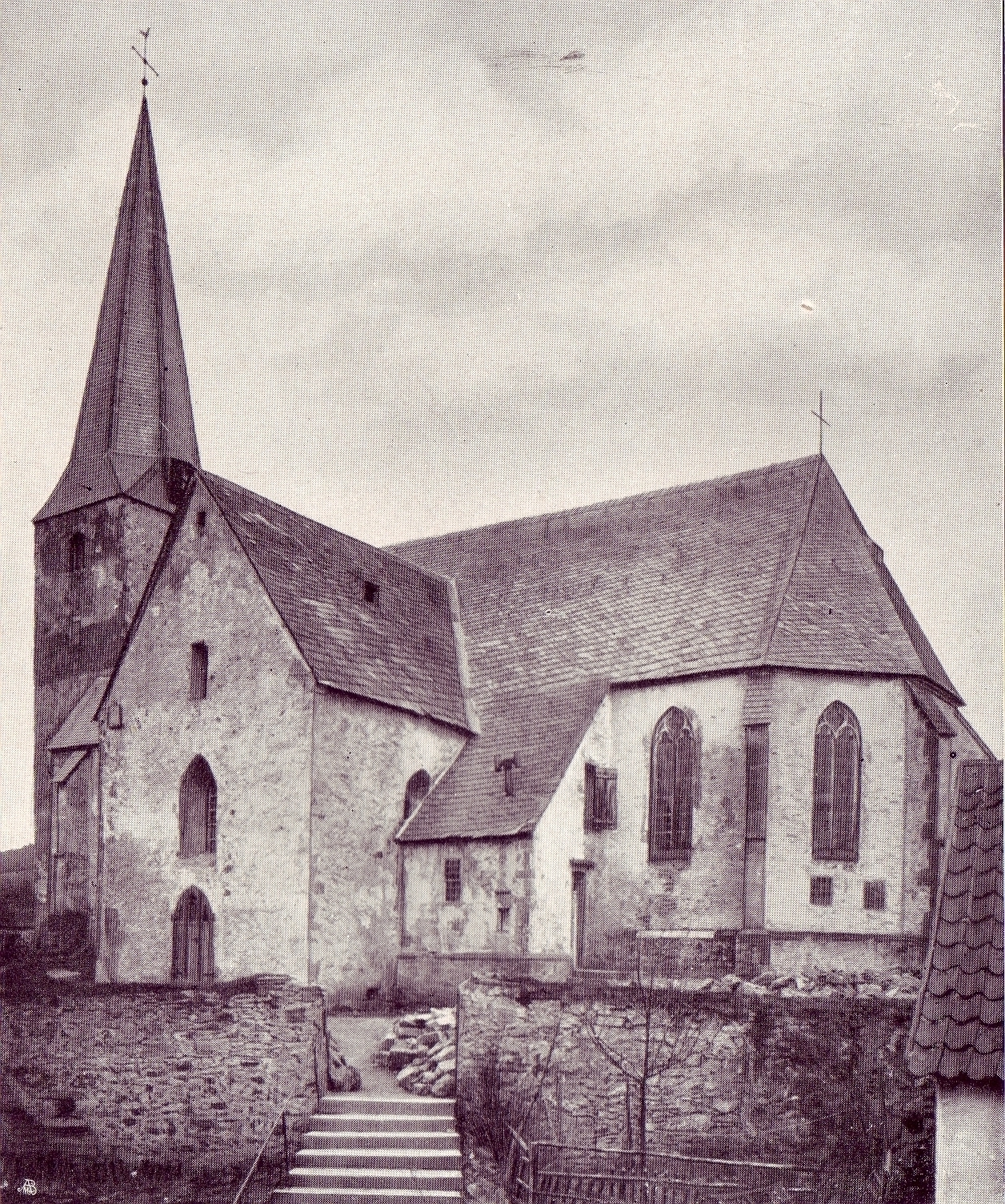
Bauzustand 1893

## Ausstattung
Im Inneren sind ein wertvoller Holzschnitzaltar aus dem Jahr 1520 und ein Kruzifix von 1400 zu besichtigen. Weiterhin sind zwölf Apostelfiguren (ebenfalls um 1520) und eine Renaissance-Kanzel von 1588 zu erwähnen. Zum Besitz der Kirche gehört eine seltene Bibel in plattdeutscher Sprache, 1596 von Daniel Volderus herausgegeben.

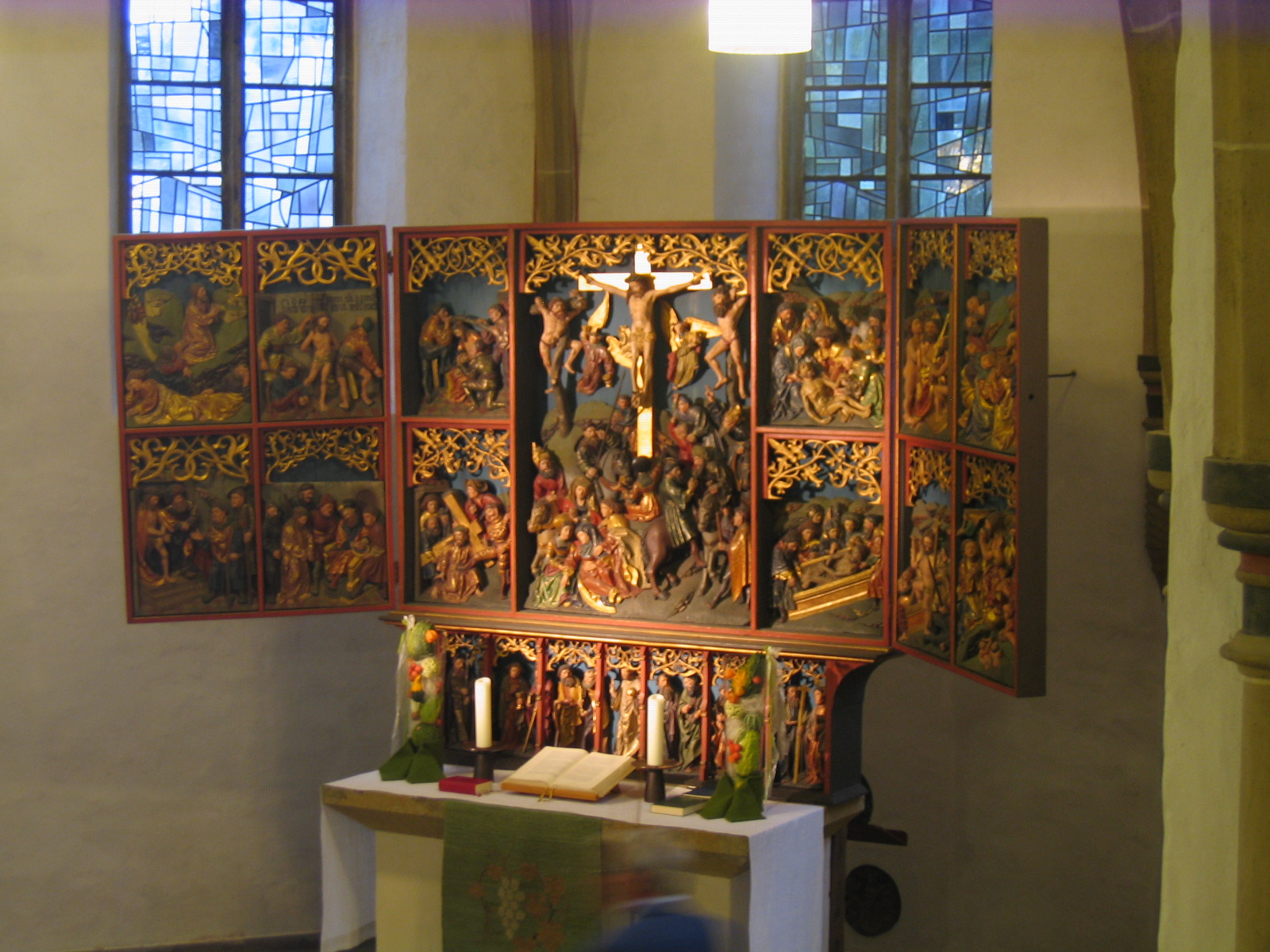
Holzschnitzaltar von 1520
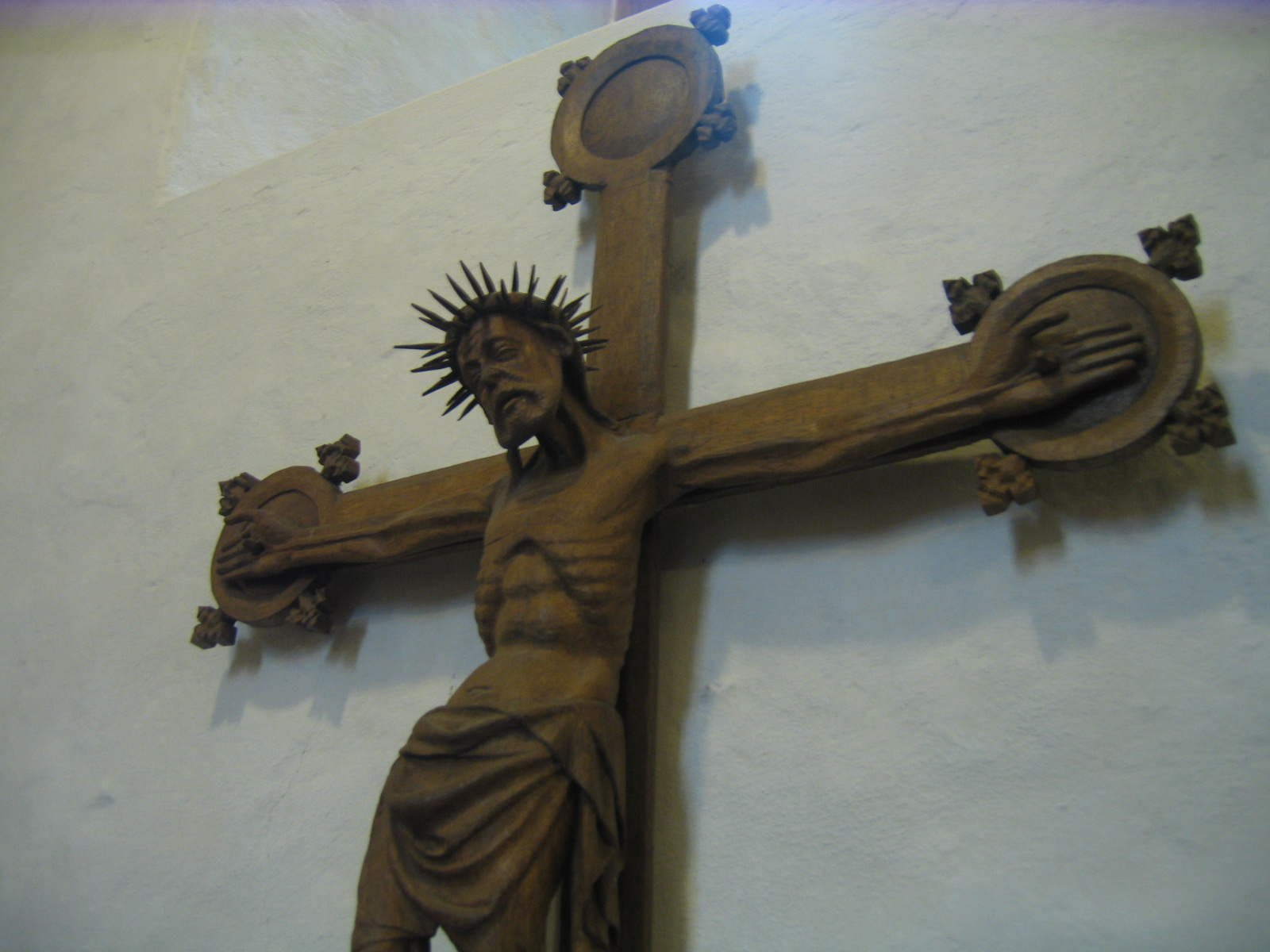
Kruzifix aus dem Jahr 1400
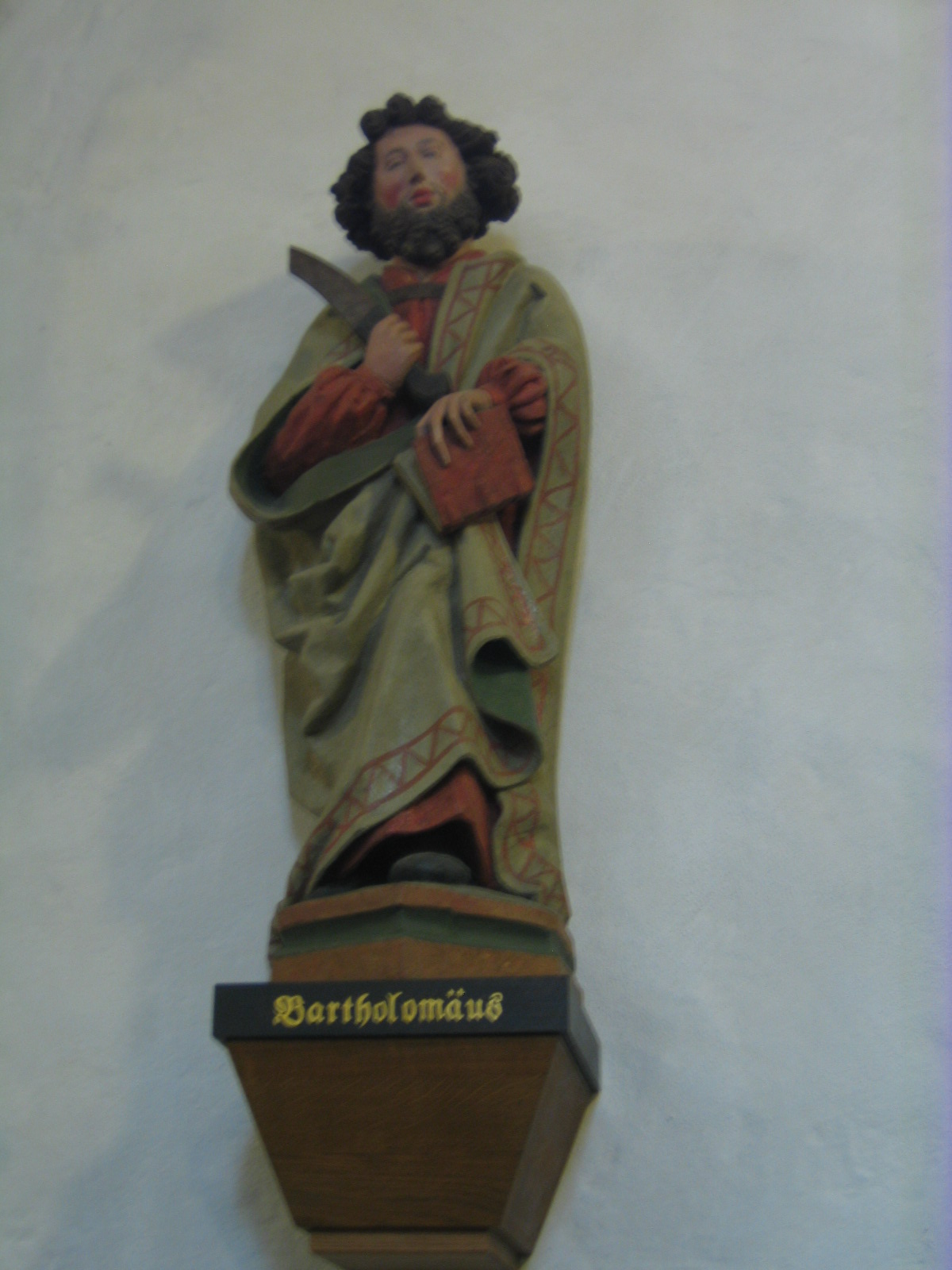
Bartholomäus, eine der zwölf Apostelfiguren von 1520
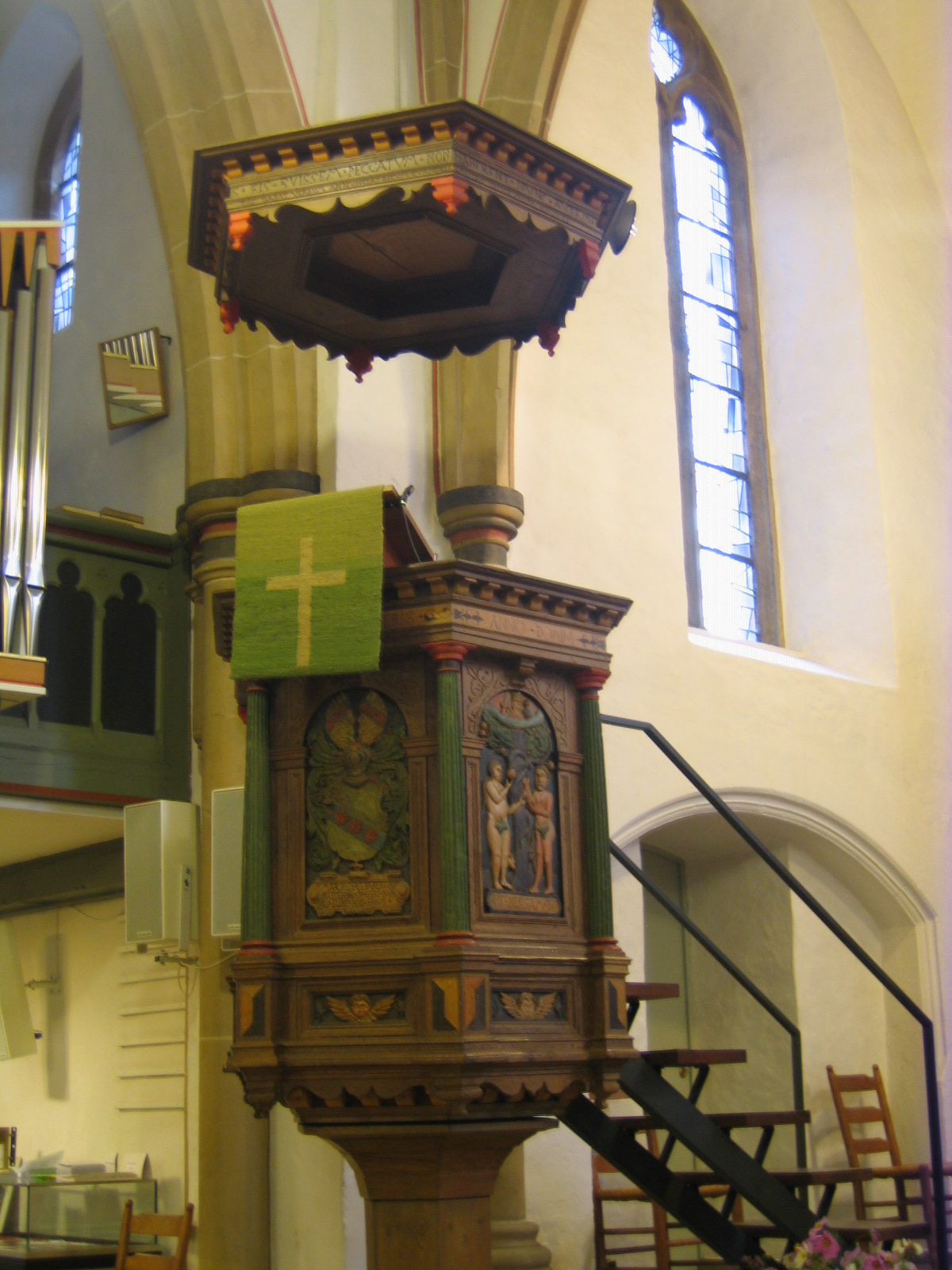
Renaissance-Kanzel von 1588

## Orgel

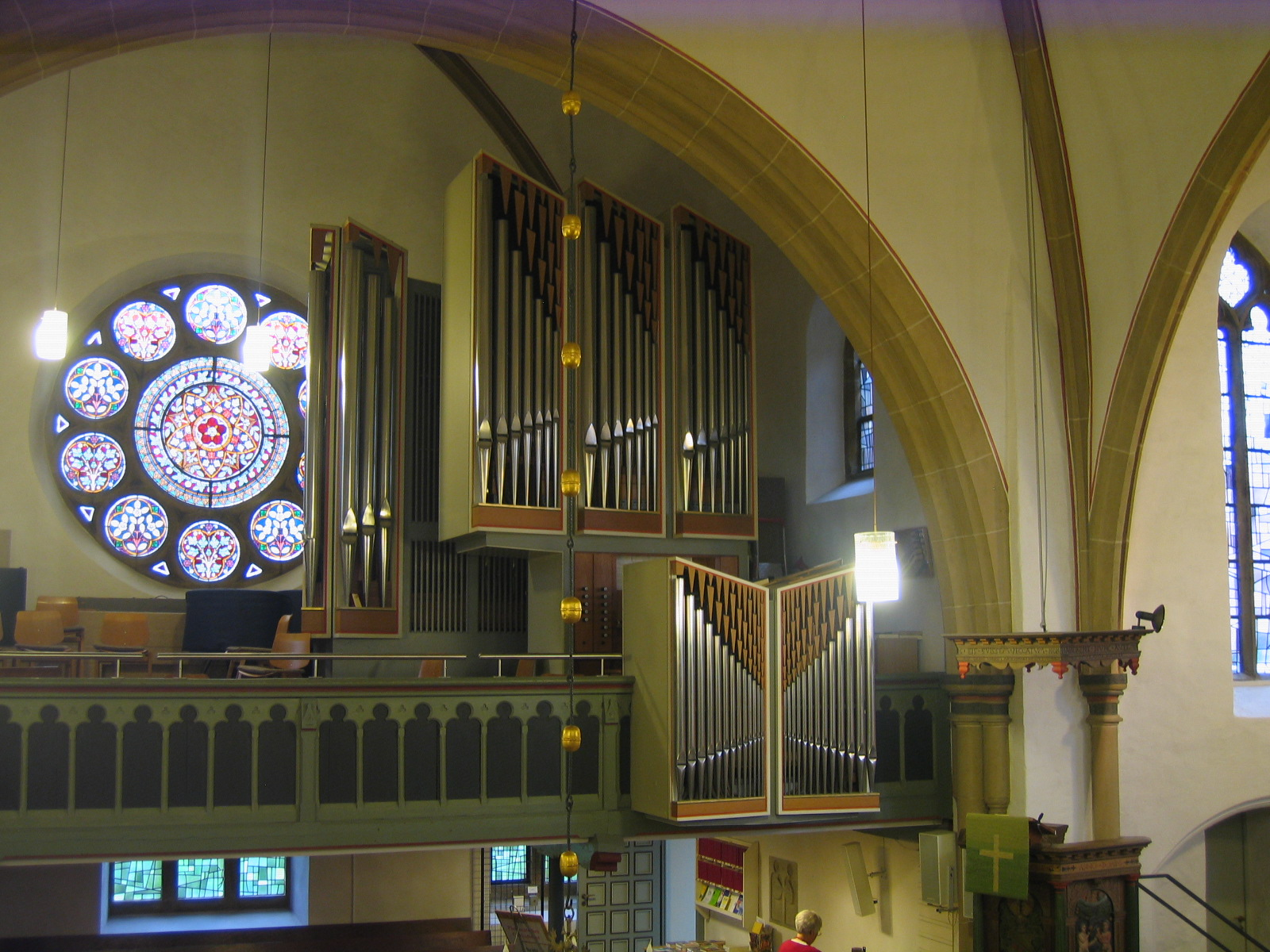
Gustav-Steinmann-Orgel von 1969 in Rödinghausen, Bartholomäuskirche

Die Bartholomäuskirche erhielt 1969 eine Orgel der Werkstätte Gustav Steinmann Orgelbau aus Vlotho. Diese verfügt – bei Schleifladen mit mechanischer Spiel- und Registertraktur – über 18 Register auf zwei Manualen und Pedal. Sie wurde 1999 und 2017 gereinigt sowie generalüberholt, zuletzt von dem Orgelbauer Willehard Schomberg aus Friesoythe. Ihre Disposition lautet:
| I Rückpositiv C–g3 |                       |       |
| 1.                 | Gedackt               | 8′    |
| 2.                 | Prinzipal (Prospekt)0 | 4′    |
| 3.                 | Rohrgedackt           | 4′    |
| 4.                 | Oktave                | 2′    |
| 5.                 | Quinte                | 1 ⁄3′ |
| 6.                 | Zimbel II             | 1⁄2′  |
| 7.                 | Krummhorn             | 8′    |

| II Hauptwerk C–g3 |                       |       |
| 8.                | Prinzipal (Prospekt)0 | 8′    |
| 9.                | Rohrflöte             | 8′    |
| 10.               | Oktave                | 4′    |
| 11.               | Nasat                 | 2 ⁄3′ |
| 12.               | Gemshorn              | 2′    |
| 13.               | Mixtur IV–V           | 1 ⁄3′ |

| Pedal C–f1 |                   |       |
| 14.        | Subbaß            | 16′   |
| 15.        | Prinzipal         | 8′    |
| 16.        | Nachthorn         | 4′    |
| 17.        | Rauschpfeife III0 | 2 ⁄3′ |
| 18.        | Fagott            | 16′   |

- Koppeln: Normalkoppeln I/II, I/P, II/P

## Glocken
Seit dem 17. Jahrhundert ist für die Bartholomäuskirche ein dreistimmiges Geläut belegt. Die gegenwärtigen Glocken stammen aus dem Jahr 1922 und wurden vom Bochumer Verein als Stahlguss hergestellt. Ein elektrisches Läutewerk wurde 1930 eingebaut, später wurde der eichene Glockenstuhl durch einen stählernen ersetzt.
| Glocke | Nominal | Inschrift                                |
| ------ | ------- | ---------------------------------------- |
| 1      | f′      | O Land, Land, Land, höre des Herrn Wort. |
| 2      | as′     | Christus ist unser Leben.                |
| 3      | h′      | Wachet und betet.                        |